# Boaz (Alabama)
Boaz é uma cidade localizada no estado americano de Alabama, no Condado de Etowah e Condado de Marshall.

## Demografia
Segundo o censo americano de 2000, a sua população era de 7411 habitantes. 
Em 2006, foi estimada uma população de 8117, um aumento de 706 (9.5%).

## Geografia
De acordo com o United States Census Bureau, a localidade tem uma área de 31,7 km², dos quais 31,6 km² cobertos por terra e 0,1 km² cobertos por água. Boaz localiza-se a aproximadamente 313 m acima do nível do mar.

## Localidades na vizinhança
O diagrama seguinte representa as localidades num raio de 24 km ao redor de Boaz. 